# Sumuel
Sumuel o Sumu-el o Sumu-Ilum va ser el setè rei de la dinastia amorrita de la ciutat-estat de Larsa. Va regnar de l'any 1830 aC al 1801 aC segons la Cronologia mitjana, o del 1894 aC al 1866 aC segons la Cronologia curta.
Va continuar les lluites del seu pare Abisare contra la el regne d'Isin per la possessió de la ciutat d'Ur perduda uns mesos abans i que va recuperar. Va conquerir també les ciutats de Kazallu, Kix, Umma i Nippur, incorporant-les al seu regne. Les notícies sobre Sumuel provenen de nombroses inscripcions, i algunes fan referència a la construcció de canals i a l'intent de construir una gran presa per retenir aigua que no va reeixir.